# Malamine Koné
Pour les articles homonymes, voir Koné.
Malamine Koné est un entrepreneur et chef d’entreprise malien installé en France, créateur en 1999 de la marque de vêtements, chaussures, accessoires et équipements de sport, Airness .

## Biographie
Malamine Koné est né le 21 décembre 1971. Il est issu d'une famille de 10 enfants. Il fait ses premiers pas au Mali, où il est élevé jusqu'à l'âge de 10 ans par sa grand-mère, dans le village de Niéna, situé à 400 kilomètres de la capitale Bamako. C'est en 1981, grâce à la loi sur le regroupement familial, qu'il rejoint ses parents en France, en Seine-Saint-Denis, pour faire des études. Après deux années en classe francophone, pour apprendre à parler et à écrire le français, il suit une scolarité normale jusqu’à l'obtention d'un baccalauréat général en économie. Il poursuit ses études et obtient un DEUG de droit à l'université Paris 8 Vincennes - Saint-Denis, tout en faisant des petits jobs étudiants.
Malamine Koné a pratiqué la boxe anglaise : il est champion de France amateur en 1994 et 1995 et est présélectionné pour les Jeux olympiques d'été de 1996 à Atlanta. Victime d’un accident de la route, après avoir évité de peu l’amputation de la jambe gauche, il est contraint d'arrêter en 1995,,.

## Famille
Il divorce en 2014 de Karine Senaneuch. Son fils Cheikhmar Koné boxe en amateur,.

## La création et l’ascension d'Airness
Passionné par le monde des affaires, Malamine Koné décide de créer sa propre marque de sport, Airness, en 1999.
Pour développer la marque, il capitalise sur l'image de plusieurs ambassadeurs sportifs. Certains joueurs de football comme Djibril Cissé, Sylvain Wiltord et Didier Drogba, des boxeurs comme Mahyar Monshipour ou des personnalités comme Jean-Pierre Papin, Guy Roux et Diego Maradona vont être séduites par l’originalité de ses produits et vont accepter l’idée de signer un contrat extra-sportif avec Airness,.
La marque connaît une ascension significative. Pour asseoir sa notoriété et se positionner comme une véritable marque de sport, Malamine Koné créé des partenariats avec des clubs de sport professionnels. En 2004, le Stade rennais football club est le premier club à être équipé officiellement par la marque Airness. La saison suivante, le maillot du club est élu "Plus beau maillot de Ligue 1".
Airness devient successivement l’équipementier exclusif des clubs de football suivants : Valenciennes, Nantes, Lille, Toulouse, Le Havre, Auxerre, Rennes, Genk (Belgique), Fulham (Angleterre), Boavista (Portugal), et des sélections nationales suivantes : Mali, Guinée, Bénin, Gabon, Burkina Faso, Congo Brazza, République Démocratique du Congo.
La marque se diversifie et devient équipementier officiel dans le basket-ball avec le SLUC Nancy et dans le rugby avec Bourgoin-Jallieu dans l’élite du Top 14,,.
En 2006, Airness fait son entrée dans le monde du tennis en signant avec le russe Nikolay Davydenko, numéro 4 mondial, et Nadia Petrova classée 8e à la WTA.
Grâce à ces différents partenariats, Airness s’implante sur le marché international.
La marque Airness se diversifie notamment dans le textile, les chaussures, la papeterie, la bagagerie et les parfums,.

## Engagements
Malamine Koné se prononce sur des sujets politiques français. Il se déclare « plutôt favorable » au contrat première embauche en 2006. Bien qu'il affirme n'avoir jamais voté de sa vie, il soutient la possibilité de vote des immigrés en France.
En 2009, il soutient l'action de l'Association pour le droit à l'initiative économique de financement des entreprises par le microcrédit.
En 2015, il crée un événementiel pour redonner du prestige à la boxe qu'il considère être plus qu'un sport mais une école de vie,. Il rachète les Gants d'Or et organise des galas pendant plusieurs années,. En 2016, il est désigné « promoteur de l’année » par l'European Boxing Union.
Il crée une association Alliance pour la paix et la solidarité qui intervient à la fin du jeune pour les plus défavorisés de son pays d'origine, le Mali.

## Distinctions
Le Medef lui décerne le trophée Africagora en 2005.
En 2007, il reçoit de la Junior Chamber international le prix du jeune entrepreneur le plus remarquable.
En 2008, lors de la remise des trophées des arts afro-caribéens, il est la Personnalité de l'année,.